# 七瀬れい
七瀬 れい（ななせ れい）は、日本の漫画家。「少女コミック」「ChuChu」（いずれも小学館発行）で執筆している。
2001年、「少女コミック」4/15増刊号に掲載の『放課後の魔術師』でデビュー。代表作に『上手な恋のつくりかた』など。ややファンタジーのまざった恋愛ものを得意とする。池山田剛や七島佳那のアシスタントをする事もある。

## 作品リスト
- 放課後の魔術師（2001年少コミ増刊4/15号）
- Lie-Lie-狂詩曲（2002年少コミ増刊2/14号）
- お茶のコさいさい!（2002年少コミ増刊4/15号）
- 恋コロン100%（2002年少コミ増刊8/15号）
- ツイてる!?恋してる♥（2002年少コミ増刊10/15号）
- きみとのキセキ（2003年少コミ増刊年4/15号）
- 買うか買かわれるかっ。（2004年少コミ増刊2/14号）
- 泣かされたっ! （2004年ちゃお増刊ChuChu春号）
- カミサマにきいてみて♥（2004年ちゃお増刊ChuChu夏号）
- ほーむめいどラブ!（2005年ちゃお増刊ChuChu春号）
- 満月には魔法をかけて（2005年ちゃお増刊ChuChu初夏号）
- ラブ♥ジンクスにお願い（2005年ちゃお増刊ChuChu夏号）
- ソラミミ♥キス（2005年ちゃお増刊ChuChu秋号）
- 片恋カノン（2006年ChuChu5月号）
- 天使が恋をささやいた（2006年ChuChu8月号）
- 橙色のメルヘン（2006年ちゃおDX秋号）
- 上手な恋のつくりかた（2007年ChuChu1月号）
- くまxくま